# ألفريد برونياو
ألفريد برونياو (بالفرنسية: Alfred Bruneau)‏ (3 مارس 1857 في باريس - 15 يونيو 1934)، ملحن وناقد موسيقي فرنسي.
كان والده عازف كمان ووالدته رسامة. درس بين عامي 1876 و1879 لدى أوغوست جوزيف فرانشومي والموسيقى النظرية لدى أوغستين سافار، والتلحين إلى غاية عام 1881 عند جول ماسينيت، وفاز في نفس السنة بجائزة دي روما. اشتغل عام 1888 كمصحح دار النشر الموسيقية هارتمان.

## روابط خارجية
- ألفريد برونياو على موقع الموسوعة البريطانية (الإنجليزية)
- ألفريد برونياو على موقع ميوزك برينز (الإنجليزية)
- ألفريد برونياو على موقع أول ميوزيك (الإنجليزية)
- ألفريد برونياو على موقع ديسكوغز (الإنجليزية)
- ألفريد برونياو على موقع أوليمبيديا (الإنجليزية)